# Milt Hinton
Milton J. Hinton (Vicksburg, 23 juni 1910 – New York, 19 december 2000) was een Amerikaans jazzmuzikant (zang, bas), orkestleider, componist, fotograaf, jazzvorser en schrijver.

## Biografie
Milt Hinton was de zoon van een muzieklerares en organiste, groeide op in Chicago en leerde eerst viool, hoorn en bassaxofoon spelen. Aan de highschool begon hij bas te spelen en studeerde hij muziek aan de Northwestern-universiteit. Hij speelde in de bands van Boyd Atkins en Tiny Parham. Vanaf 1931 was hij bij de violist Eddie South, daarna bij Erskine Tate, Freddie Keppard, Jabbo Smith en in 1936 in het trio van Zutty Singleton. Van 1936 tot 1951 was hij in de band van Cab Calloway. Na diens ontbinding speelde hij in New York onder andere met Joe Bushkin, was hij kort bij Count Basie en in 1953/1954 met Louis Armstrong op een tournee door Japan. Hij speelde ook met Dizzy Gillespie en in 1955 met Benny Goodman.
Vanaf midden jaren 1950 was hij hoofdzakelijk studiomuzikant bij CBS. Hij trad af en toe nog op, waaronder tijdens het Newport Jazz Festival in 1957 met Teddy Wilson, Ben Webster en als begeleider van zangers als Sammy Davis jr., Little Willie John, Judy Garland, Diahann Carroll en Harry Belafonte (1965/1966). Met Michael Fleming, Lisle Atkinson, Richard Davis, Ron Carter en Sam Jones behoorde hij tijdens deze periode ook bij het New York Bass Violin Choir van Bill Lee. Hij was platenproducent en schreef filmmuziek. Vanaf de jaren 1970 trad hij weer regelmatig op, waaronder als gast bij Charles Mingus and Friends in Concert (1972) en toenemend vanaf de jaren 1980 in een rol als 'Grand Old Man' van de jazz. In 1988 werkte hij mee bij het album Trio Jeepy van Branford Marsalis. Zijn 80e verjaardag werd in 1990 gevierd met een concert in de New Yorkse Town Hall en zijn 90e verjaardag met een concert op het JVC Festival in New York.
In 1975 (door de lezers) en 2001 (criticipoll) werd hij gekozen in de DownBeat Hall of Fame. Hij ontving veel prijzen, waaronder in 1991 de Benny Carter Award. Hij was achtvoudig ere-doctor.